# Coppa Bernocchi

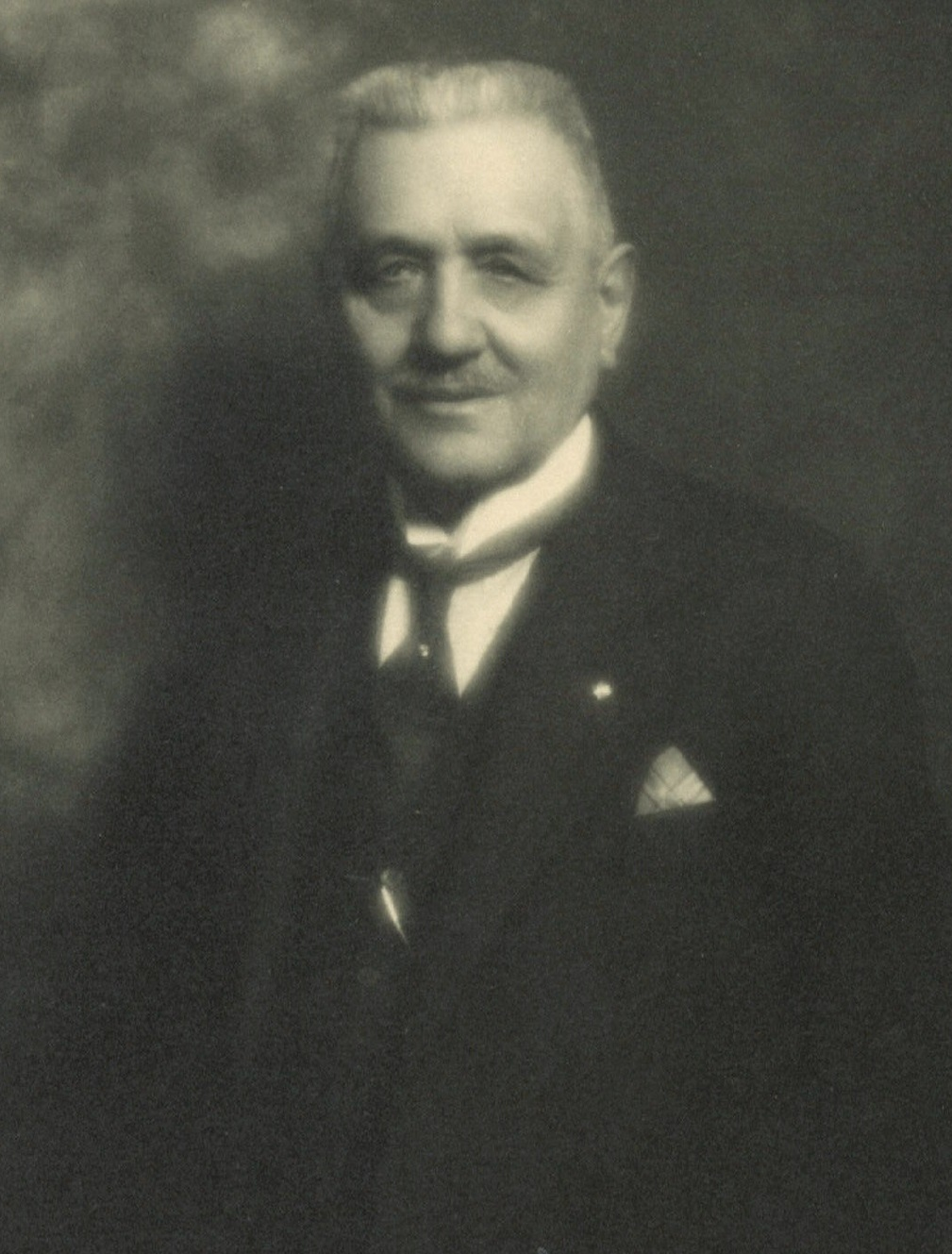
Antonio Bernocchi, Fundador e patrocinador da Copa Bernocchi, Legnano, 1919

Bernocchi Cup é uma corrida anual de ciclismo de estrada na região de Legnano, Lombardia, na Itália, ela faz parte da UCI Europe Tour. 
Foi concebido, promovido e financiado em 1919 por Antonio Bernocchi com os irmãos Andrea, empresários italianos da indústria têxtil, que confiou a organização amigo Pino Cozzi Union Sportive Legnanese, percebendo com a sua empresa têxtil algumas cabeças marca Bernocchi Cup dedicado ao esporte.
Na Copa Bernocchi participaram e, às vezes, venceram todos os maiores campeões da história do ciclismo, incluindo Fausto Coppi Pierino Bestetti, Michele Gismondi, Gino Bartali.

## Vencedores
| Ano                                                                                      | Vencedor                          | Segundo              | Terceiro              |
| ---------------------------------------------------------------------------------------- | --------------------------------- | -------------------- | --------------------- |
| 1919                                                                                     | Ruggero Ferrario                  | Ugo Bianchi          | Primo Magnani         |
| 1920                                                                                     | Giovanni Tragella                 | Marcello Berti       | Giuseppe Villa        |
| 1921                                                                                     | Angelo Testa                      | Gaetano Caravaglia   | Pietro Casati         |
| 1922                                                                                     | Libero Ferrario                   | Serafino Dossena     | Piero Rattone         |
| 1923                                                                                     | Libero Ferrario                   | Mario Bianchi        | Zenone Lancia         |
| 1924                                                                                     | Alfredo Dinale                    | Oreste Cignoli       | Pietro Cevini         |
| 1925                                                                                     | Luigi Mainetti                    | Domenico Piemontesi  | Giuseppe Pancera      |
| 1926                                                                                     | Giuseppe Pancera                  | Giovanni Tizzoni     | Aldo Bertolotti       |
| 1927                                                                                     | Giuseppe Pancera                  | Allegro Grandi       | Pio Caimmi            |
| 1928                                                                                     | Carlo Galluzzi                    | Mario Bianchi        | Federico Gay          |
| 1929                                                                                     | Allegro Grandi                    | Ambrogio Morelli     | Felice Gremo          |
| 1930                                                                                     | Eugenio Gestri                    | Aldo Canazza         | Fabio Battesini       |
| 1931 edição não realizada                                                                |                                   |                      |                       |
| 1932                                                                                     | Marco Giuntelli                   | Antonio Fraccaroli   | Fabio Battesini       |
| 1933                                                                                     | Bruno Negri                       | Pietro Rimoldi       | Bernardo Rogora       |
| 1934                                                                                     | Pietro Rimoldi                    | Bernardo Rogora      | Severino Canavesi     |
| 1935                                                                                     | Gino Bartali                      | Aldo Bini            | Rinaldo Gerini        |
| 1936                                                                                     | Enrico Mollo                      | Pietro Rimoldi       | Carlo Romanatti       |
| 1937                                                                                     | Francesco Albani                  | Fausto Montesi       | Pietro Rimoldi        |
| 1938                                                                                     | Cino Cinelli                      | Severino Canavesi    | Adolfo Leoni          |
| 1939                                                                                     | Adolfo Leoni                      | Fausto Coppi         | Pierino Favalli       |
| 1940                                                                                     | Aldo Bini                         | Cino Cinelli         | Adolfo Leoni          |
| 1941                                                                                     | Severino Canavesi                 | Mario De Benedetti   | Mario Ricci           |
| 1942                                                                                     | Glauco Servadei                   | Pietro Chiappini     | Luciano Succi         |
| 1943 edição não realizada por causa da Segunda Guerra Mundial                            |                                   |                      |                       |
| 1944                                                                                     | Oreste Conte                      | Michele Motta        | Athos Guizzardi       |
| 1945                                                                                     | Sergio Maggini                    | Guerrino Tomasoni    | Secondo Barisone      |
| 1946                                                                                     | Osvaldo Bailo                     | Angelo Brignole      | Mario Ricci           |
| 1947                                                                                     | Mario Ricci                       | Sergio Maggini       | Egidio Feruglio       |
| 1948                                                                                     | Virgilio Salimbeni                | Giorgio Cargioli     | Leo Castellucci       |
| 1949                                                                                     | Mario Ricci                       | Sergio Maggini       | Bruno Pontisso        |
| 1950                                                                                     | Fiorenzo Crippa                   | Alfredo Martini      | Loretto Petrucci      |
| 1951                                                                                     | Luigi Casola                      | Alfredo Martini      | Louison Bobet         |
| 1952                                                                                     | Primo Volpi                       | Danilo Barozzi       | Adolfo Grosso         |
| 1953                                                                                     | Giorgio Albani Antonio Bevilacqua |                      | Mario Piazzon         |
| 1954                                                                                     | Fausto Coppi                      | Giancarlo Astrua     | Angelo Conterno       |
| 1955                                                                                     | Renato Ponzini                    | Alfredo Martini      | Luciano Maggini       |
| 1956                                                                                     | Vasco Modena                      | Fausto Coppi         | Pierino Baffi         |
| 1957                                                                                     | Rik Van Looy                      | Silvano Ciampi       | Jozef Schils          |
| 1958                                                                                     | Rik Van Looy                      | Frans Van Looveren   | Dullio Taddeucci      |
| 1959                                                                                     | Noè Conti                         | Michele Gismondi     | Diego Ronchini        |
| 1960                                                                                     | Giuseppe Fallarini                | Alberto Assirelli    | Ezio Pizzoglio        |
| 1961                                                                                     | Arturo Sabbadin                   | Arnaldo Pambianco    | Giuliano Bernardelle  |
| 1962                                                                                     | Pierino Baffi                     | Nino Defilippis      | Giovanni Garau        |
| 1963                                                                                     | Aldo Moser                        | Adriano Durante      | Vito Taccone          |
| 1964                                                                                     | Gianni Motta                      | Franco Cribiori      | Luciano Galbo         |
| 1965                                                                                     | Adriano Durante                   | Michelle Dancelli    | Franco Cribiori       |
| 1966                                                                                     | Raffaele Marcoli                  | Dino Zandegù         | Michelle Dancelli     |
| 1967                                                                                     | Vittorio Adorni                   | Michelle Dancelli    | Felice Gimondi        |
| 1968                                                                                     | Franco Bitossi                    | Luciano Armani       | Roberto Ballini       |
| 1969                                                                                     | Giacinto Santambrogio             | Giancarlo Polidori   | Adriano Passuello     |
| 1970                                                                                     | Pietro Guerra                     | Giuseppe Beghetto    | Marino Basso          |
| 1971                                                                                     | Virginio Levati                   | Patrick Sercu        | Wilmo Francioni       |
| 1972                                                                                     | Marino Basso                      | Patrick Sercu        | Wilmo Francioni       |
| 1973                                                                                     | Felice Gimondi                    | Roger De Vlaeminck   | Enrico Paolini        |
| 1974                                                                                     | Francesco Moser                   | Fabrizio Fabbri      | Valerio Lualdi        |
| 1975                                                                                     | Enrico Paolini                    | Fausto Bertoglio     | Giacinto Santambrogio |
| 1976                                                                                     | Franco Bitossi                    | Francesco Moser      | Wladimiro Panizza     |
| 1977                                                                                     | Carmelo Barone                    | Wladimiro Panizza    | Giovanni Battaglin    |
| 1978                                                                                     | Giovanni Battaglin                | Alfredo Chinetti     | Wladimiro Panizza     |
| 1979                                                                                     | Valerio Lualdi                    | Ottavio Crepaldi     | Francesco Moser       |
| 1980                                                                                     | Giuseppe Saronni                  | Alf Segersäll        | Alfons De Wolf        |
| 1981                                                                                     | Giuseppe Saronni                  | Giovanni Mantovani   | Francesco Moser       |
| 1982                                                                                     | Silvano Contini                   | Palmiro Masciarelli  | Bruno Leali           |
| 1983                                                                                     | Palmiro Masciarelli               | Maurizio Piovani     | Rudy Pevenage         |
| 1984                                                                                     | Vittorio Algeri                   | Silvano Contini      | Daniele Caroli        |
| 1985                                                                                     | Johan van der Velde               | Moreno Argentin      | Giovanni Mantovani    |
| 1986                                                                                     | Roberto Gaggioli                  | Claudio Corti        | Marco Bergamo         |
| 1987                                                                                     | Guido Bontempi                    | Pierino Gavazzi      | Maurizio Fondriest    |
| 1988                                                                                     | Guido Bontempi                    | Maurizio Fondriest   | Gianni Bugno          |
| 1989                                                                                     | Rolf Sørensen                     | Cesare Cipollini     | Stefano Colagè        |
| 1990                                                                                     | Davide Cassani                    | Rolf Sørensen        | Massimiliano Lelli    |
| 1991                                                                                     | Giorgio Furlan                    | Alessandro Giannelli | Andrei Tchmil         |
| 1992                                                                                     | Charly Mottet                     | Giancarlo Perini     | Alberto Elli          |
| 1993                                                                                     | Rolf Sørensen                     | Fabio Roscioli       | Franco Ballerini      |
| 1994                                                                                     | Bruno Cenghialta                  | Francesco Casagrande | Andrea Tafi           |
| 1995                                                                                     | Stefano Zanini                    | Alessio Di Basco     | Gabriele Missaglia    |
| 1996                                                                                     | Fabio Baldato                     | Andrea Ferrigato     | Giovanni Lombardi     |
| 1997                                                                                     | Gianluca Bortolami                | Stefano Zanini       | Marco Lietti          |
| 1998                                                                                     | Fabio Sacchi                      | Alberto Elli         | Daniele Nardello      |
| 1999                                                                                     | Giancarlo Raimondi                | Giovanni Lombardi    | Romāns Vainšteins     |
| 2000                                                                                     | Romāns Vainšteins                 | Raimondas Rumšas     | Giovanni Lombardi     |
| 2001                                                                                     | Paolo Valoti                      | Dario Andriotto      | Denis Lunghi          |
| 2002                                                                                     | Daniele Nardello                  | Gianluca Bortolami   | Matteo Tosatto        |
| 2003                                                                                     | Sergio Barbero                    | Massimo Giunti       | Sergiy Matveyev       |
| 2004                                                                                     | Angelo Furlan                     | Fred Rodríguez       | Giosuè Bonomi         |
| 2005                                                                                     | Danilo Napolitano                 | Graeme Brown         | Murilo Fischer        |
| 2006                                                                                     | Danilo Napolitano                 | Giosuè Bonomi        | Luca Paolini          |
| 2007                                                                                     | Danilo Napolitano                 | Paride Grillo        | Robert Hunter         |
| 2008                                                                                     | Steve Cummings                    | Luca Celli           | Vladislav Borisov     |
| 2009                                                                                     | Luca Paolini                      | Danilo Hondo         | Enrico Gasparotto     |
| 2010                                                                                     | Manuel Belletti                   | Danilo Hondo         | Mark Cavendish        |
| 2011                                                                                     | Yauheni Hutarovich                | Manuel Belletti      | Giovanni Visconti     |
| 2012                                                                                     | Sacha Modolo                      | Sonny Colbrelli      | Mauro Richeze         |
| 2013                                                                                     | Sacha Modolo                      | Roberto Ferrari      | Filippo Baggio        |
| 2014                                                                                     | Elia Viviani                      | Filippo Pozzato      | Simone Ponzi          |
| 2015                                                                                     | Vincenzo Nibali                   | Mauro Finetto        | Matteo Trentin        |
| 2016                                                                                     | Giacomo Nizzolo                   | Nicola Ruffoni       | Paolo Simion          |
| 2017                                                                                     | Sonny Colbrelli                   | Guillaume Boivin     | Sacha Modolo          |
| 2018                                                                                     | Sonny Colbrelli                   | Manuel Belletti      | Paolo Simion          |
| 2019                                                                                     | Phil Bauhaus                      | Simone Consonni      | Imerio Cima           |
| 2020 edição não realizada por causa da COVID-19, substituída pelo Gran Trittico Lombardo |                                   |                      |                       |
| 2021                                                                                     | Remco Evenepoel                   | Alessandro Covi      | Fausto Masnada        |
| 2022                                                                                     | Davide Ballerini                  | Corbin Strong        | Stefano Oldani        |
| 2023                                                                                     | Wout van Aert                     | Vincenzo Albanese    | Andrea Bagioli        |
| 2024                                                                                     | Stan Van Tricht                   | Alex Baudin          | Roger Adrià           |

## Palmarés por países
| País          | Victorias |
| ------------- | --------- |
| Itália        | 90        |
| Bélgica       | 3         |
| Dinamarca     | 2         |
| Países Baixos | 1         |
| França        | 1         |
| Reino Unido   | 1         |
| Bielorrússia  | 1         |
| Letônia       | 1         |
| Alemanha      | 1         |